# المستعمرة (مسلسل)
المستعمرة (بالإنجليزية: Colony) مسلسل دراما وخيال علمي أمريكي، من إعداد كارلتون كوز ورايان جاي. وبطولة جوش هولواي وسارة وين كوليز. عرضت الحلقة الأولى من الموسم الأول على موقع قناة "USA Network" للترويج للمسلسل، بعدها عرض الموسم الأول على التلفاز في 14 يناير، 2016. جدد المسلسل لموسم ثاني في 4 فبراير، 2016، وعُرض في عام 2017. يحكي المسلسل قصة مستقبل قريب أصبحت فيه الكرة الأرضية مستعمرة من طرف المخلوقات الفضائية تاركة للبشر خيارين : اما التعاون أو المقاومة

## الممثلون والشخصيات

### شخصيات رئيسية
- جوش هولواي بدور ويل باومان.[3][8] ميكانيكي وسائق، وشرطي فيدرالي سابق.
- سارة وين كوليز بدور كيتي باومان.[3] زوجة ويل وعضو سري في جماعة المقاومة.
- بيتر جاكوبسون بدور آلان سنايدر.[9]
- اماندا رايتي بدور مادلين «مادي» كينير.[10] أخت كيتي الصغرى.
- توري كيتلز بدور إيريك بروسارد.[11] جندي سابق في الجيش الأمريكي وعضو في جماعة المقاومة.
- اليكس نيوستايدتير بدور برام باومان.[9] أبن ويل وكيتي المراهق.
- إيزابيلا كروفيتي-كرامب بدور غرايس كاثرين.[12] ابنة ويل وكيتي.

## الحلقات

### نظرة عامة
| الموسم | الموسم | عدد الحلقات | تاريخ البث الأصلي | تاريخ البث الأصلي |
| الموسم | الموسم | عدد الحلقات | بث لأول مرة       | آخر بث            |
| ------ | ------ | ----------- | ----------------- | ----------------- |
|        | 1      | 10          | 14 يناير، 2016    | 17 مارس، 2016     |
|        | 2      | 13          | 12 يناير 2017     | 6 أبريل 2017      |
|        | 3      | 13          | 2 مايو 2018       | 25 يوليو 2018     |

## وصلات خارجية
- الموقع الرسمي
- المستعمرة على موقع IMDb (الإنجليزية)
- المستعمرة على موقع ميتاكريتيك (الإنجليزية)
- المستعمرة على موقع روتن توميتوز (الإنجليزية)
- المستعمرة على موقع نتفليكس (الإنجليزية)
- المستعمرة على موقع كينوبويسك (الروسية)
- المستعمرة على موقع ألو سيني (الفرنسية)
- المستعمرة على موقع قاعدة بيانات الفيلم (الإنجليزية)